# Розтокі (Любуське воєводство)
Розтокі (пол. Roztoki, нім. Rodstock) — село в Польщі, у гміні Ясень Жарського повіту Любуського воєводства.
Населення — 63 особи (2011).
У 1975-1998 роках село належало до Зеленогурського воєводства.

## Демографія
Демографічна структура станом на 31 березня 2011 року:
|          | Загалом | Допрацездатний вік | Працездатний вік | Постпрацездатний вік |
| -------- | ------- | ------------------ | ---------------- | -------------------- |
| Чоловіки | 28      | 6                  | 19               | 3                    |
| Жінки    | 35      | 2                  | 17               | 16                   |
| Разом    | 63      | 8                  | 36               | 19                   |